# Monceaux-au-Perche
Montceaux-au-Perche ist eine Ortschaft und eine Commune déléguée in der französischen Gemeinde Longny les Villages mit 80 Einwohnern (Stand: 1. Januar 2022) im Département Orne in der Region Normandie.
Mit Wirkung vom 1. Januar 2016 wurden die früheren Gemeinden Longny-au-Perche, La Lande-sur-Eure, Malétable, Marchainville, Monceaux-au-Perche, Moulicent, Neuilly-sur-Eure und Saint-Victor-de-Réno zu einer Commune nouvelle mit dem Namen Longny les Villages zusammengelegt und haben in der neuen Gemeinde den Status einer Commune déléguée. Der Verwaltungssitz befindet sich im Ort Longny-au-Perche. Die Gemeinde Montceaux-au-Perche gehörte zum Arrondissement Mortagne-au-Perche und zum Kanton Tourouvre.

## Lage
Der Ort Montceaux-au-Perche liegt am Flüsschen Jambée, das in die Commeauche einmündet. Nachbarorte von Montceaux-au-Perche sind Longny-au-Perche im Norden und im Osten, Bizou im Osten, Boissy-Maugis im Süden und Saint-Victor-de-Réno im Westen.

## Bevölkerungsentwicklung
| Jahr                       | 1962 | 1968 | 1975 | 1982 | 1990 | 1999 | 2008 | 2015 |
| -------------------------- | ---- | ---- | ---- | ---- | ---- | ---- | ---- | ---- |
| Einwohner                  | 103  | 90   | 91   | 87   | 61   | 85   | 84   | 71   |
| Quellen: Cassini und INSEE |      |      |      |      |      |      |      |      |

## Sehenswürdigkeiten

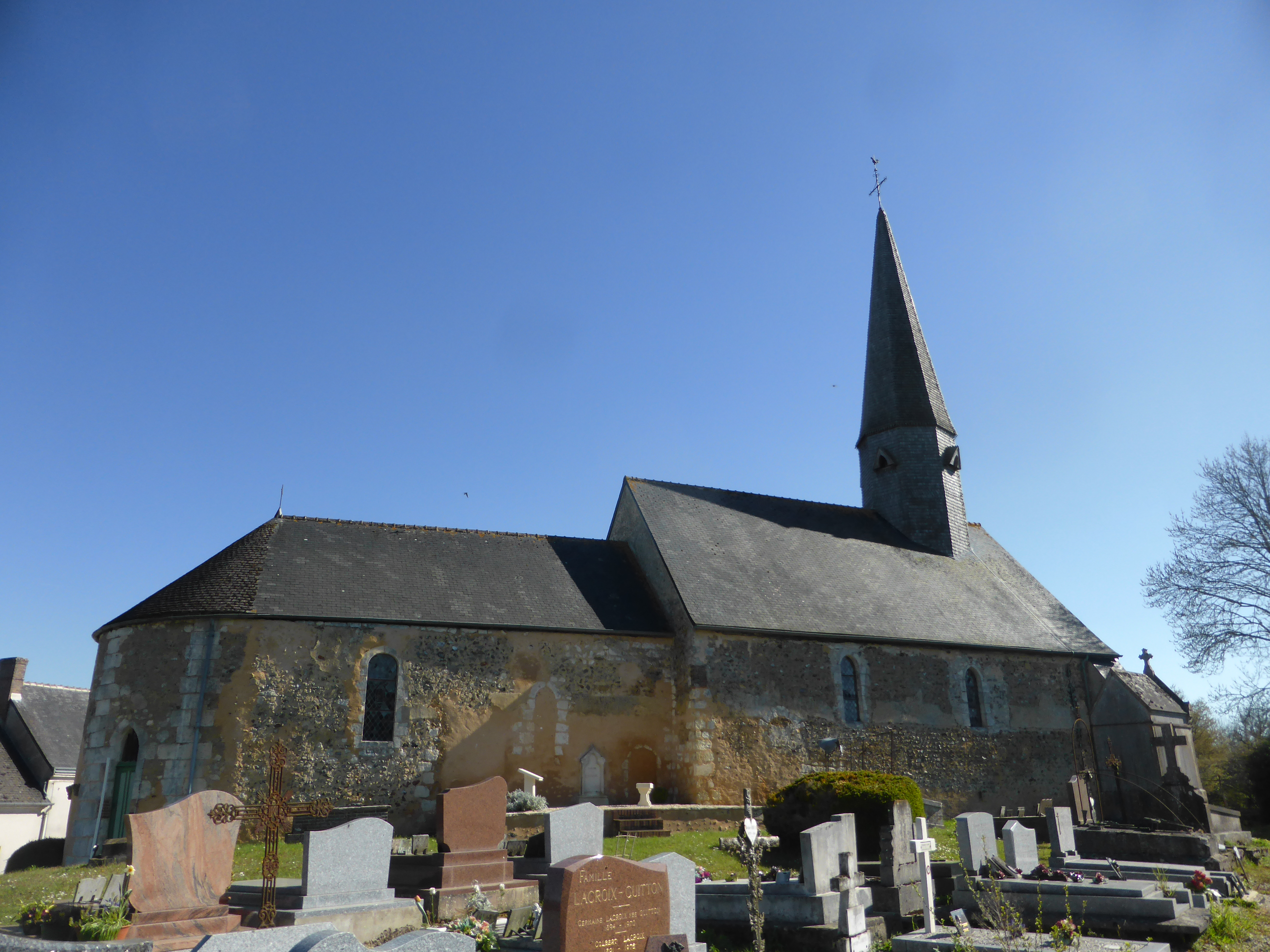
Kirche Saint-Jean-Baptiste
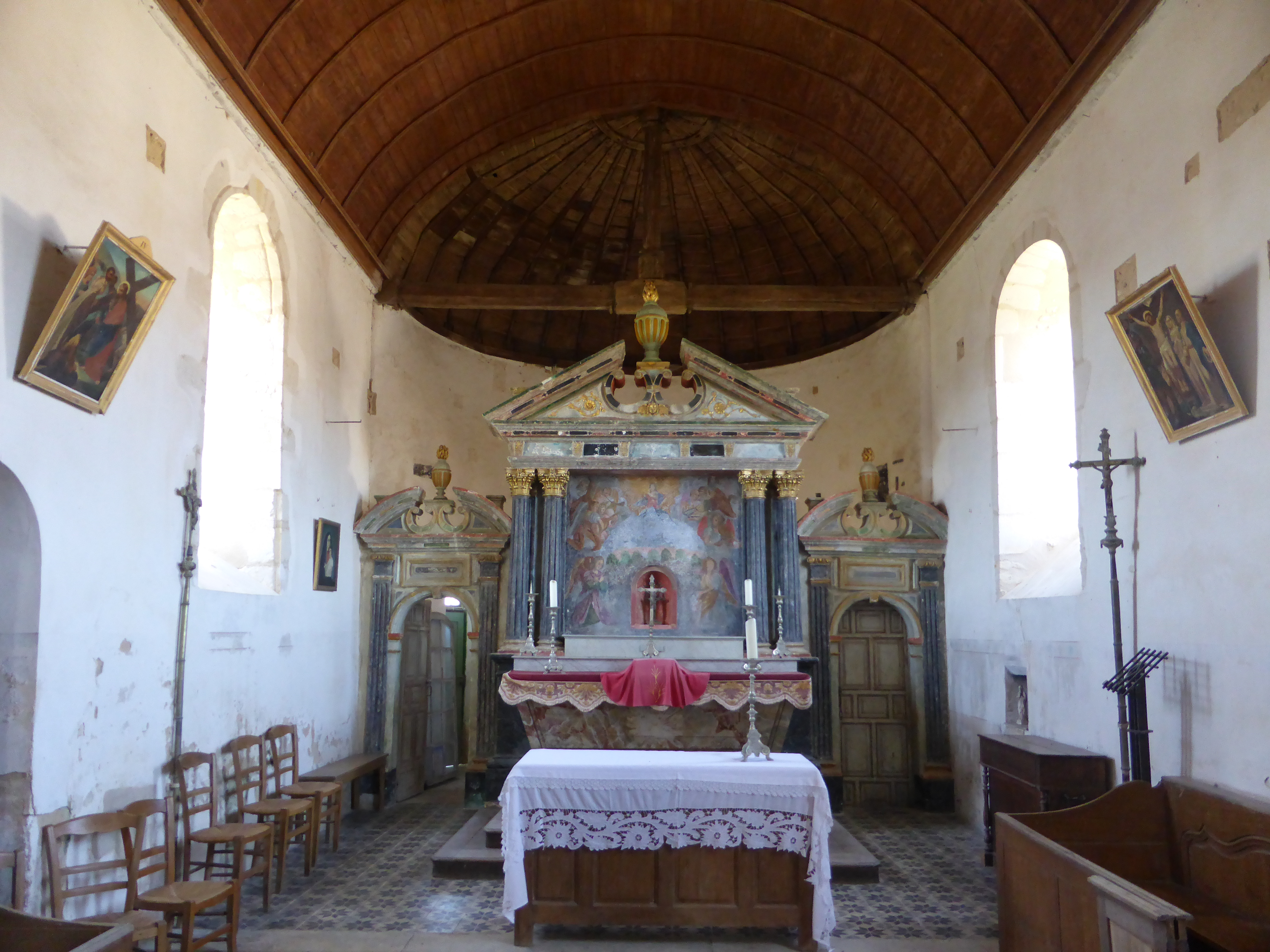
Innenansicht der Kirche
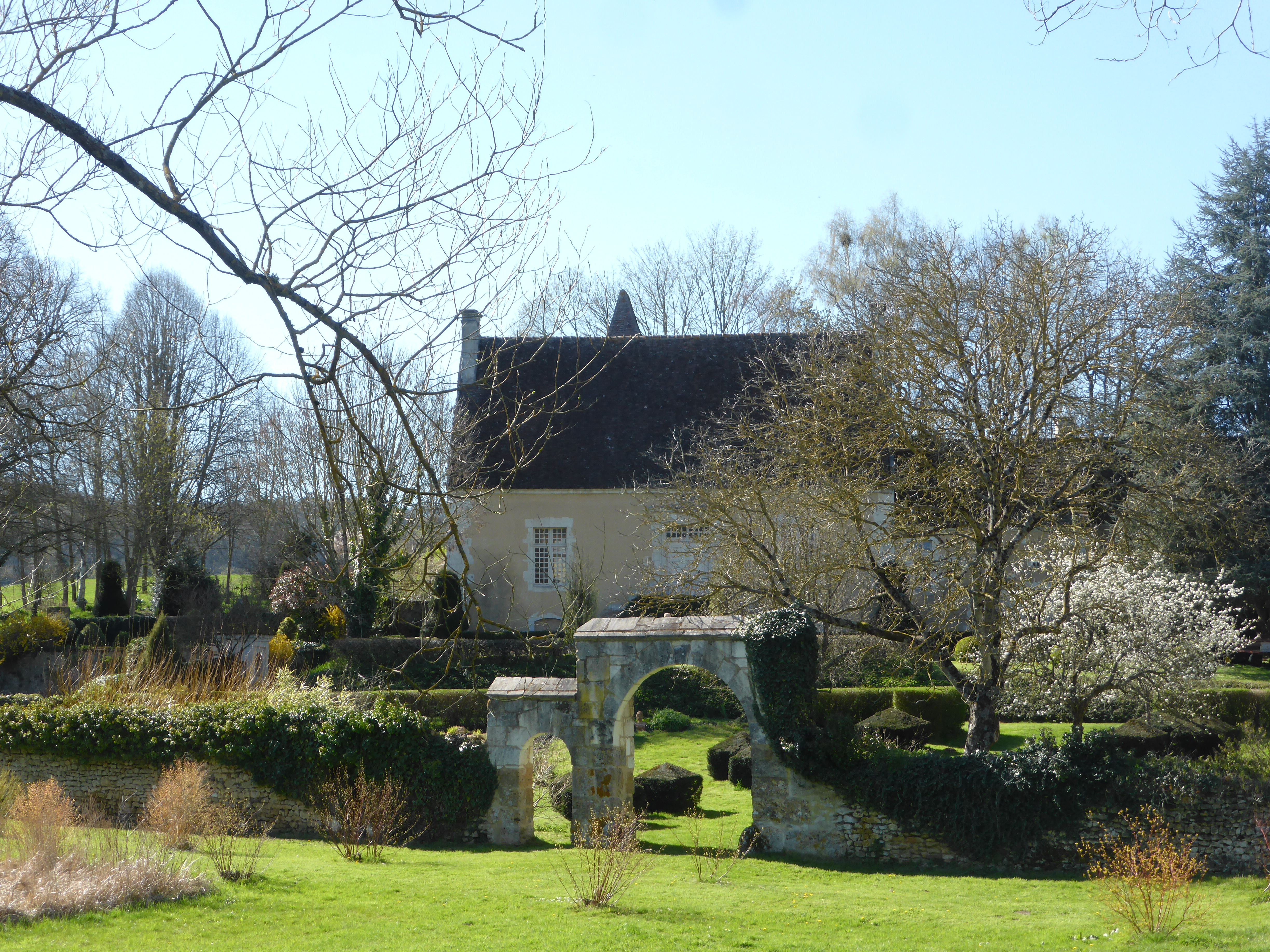
Herrenhaus Pontgirard

- Kirche Saint-Jean-Baptiste
- Innenansicht der Kirche
- Herrenhaus Pontgirard